# 마디꽃
마디꽃(Rotala indica)은 한국·일본 등지에 분포하는 한해살이풀로 높이는 12-15cm이다. 밑부분이 옆으로 자라다가 비스듬히 서서 짧은 가지가 갈라지며 때때로 홍자색이 돈다. 잎은 마주나고 거꿀달걀꼴의 긴 타원형이며 잎자루가 없다. 잎 밑은 쐐기 모양이고 끝이 뭉툭하며 톱니가 없다. 꽃은 작고 자루가 없으며 잎겨드랑이에 1개씩 달리고, 각 조각들은 뾰족하다. 꽃은 엷은 홍색으로 7-8월에 피며, 4개의 수술과 1개의 암술이 있다. 삭과는 타원형이며 꽃받침 안에 있다.